# Neomicropteryx kiwana
Neomicropteryx kiwana là một loài bướm đêm thuộc họ Micropterigidae. Nó được Hashimoto miêu tả năm 2006. Loài này có ở Nhật Bản.
Chiều dài cánh trước là 5.3-5.8 mm đối với con đực và 5.3-5.5 mm đối với con cái.